# Iglesia de Todos los Santos (Leamington Spa)
La Iglesia de Todos los Santos (nombre original en inglés: All Saints' Church) es la iglesia parroquial del centro de la localidad de Leamington Spa, Inglaterra. 

## Antecedentes
Construido en estilo neogótico en el siglo XIX, el templo ha sido descrito como "una de las iglesias parroquiales más grandes de la Iglesia de Inglaterra, que rivaliza en tamaño con muchas catedrales".  Está ubicado en el centro de la ciudad, justo en lo que era el núcleo antiguo de la localidad, situado al sur del río Leam.

## Historia

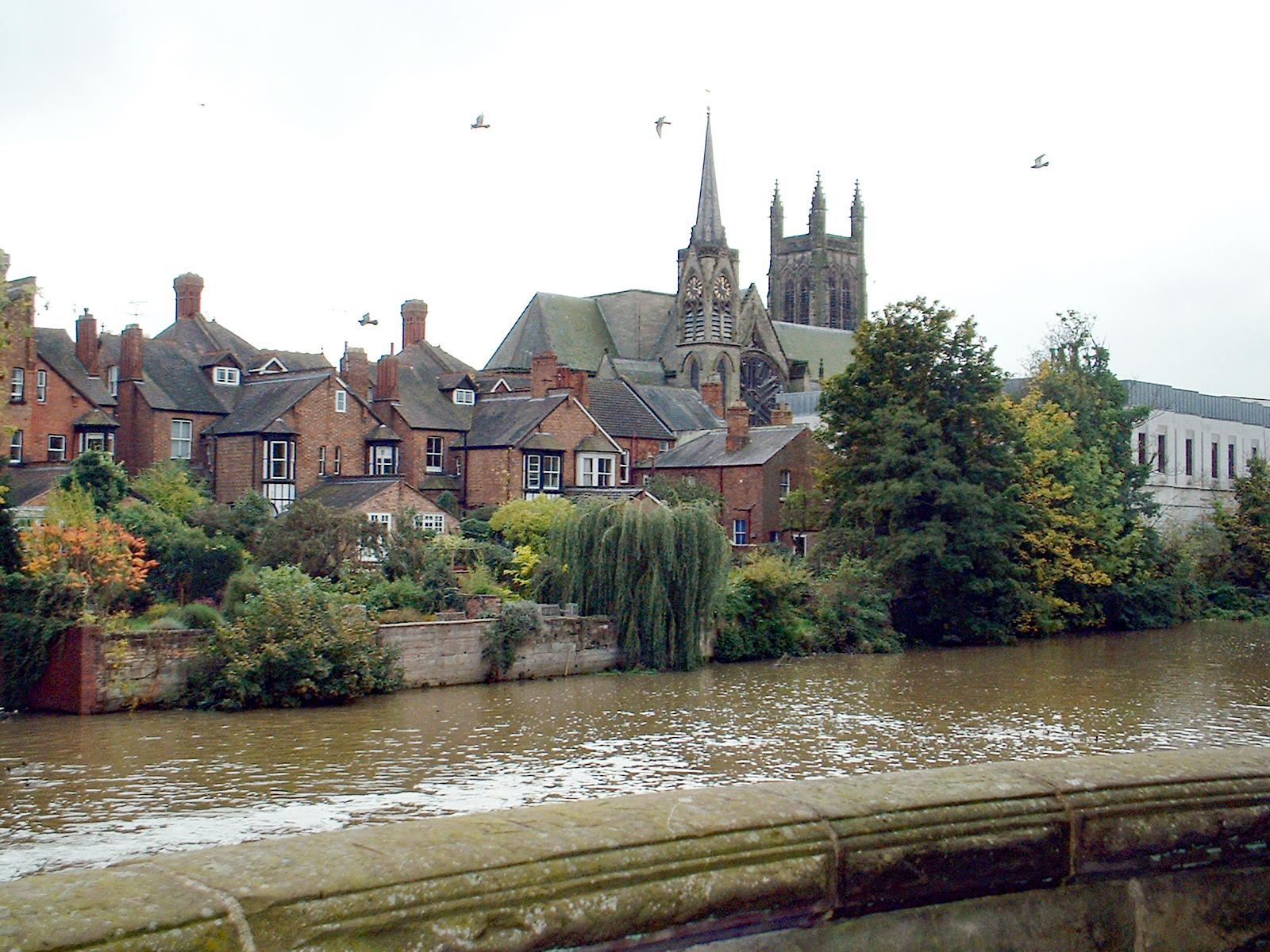
Las agujas de la iglesia destacan sobre el perfil de Leamington Spa

El Libro de Domesday de 1086 informa de que había un sacerdote presente en "Lamintone" (un antiguo nombre para Leamington), aunque no hay una mención específica de una iglesia. El registro más antiguo acerca del templo data del siglo XII, cuando Leamington todavía era una pequeña aldea en la parroquia de Leek Wootton.  La torre oeste se añadió en el siglo XIV, mientras que un pórtico en el lado sur se agregó en el XVIII. El primer manantial (de los muchos que hicieron famoso a Leamington) estaba situado justo al lado de la entrada principal de la iglesia, en unas tierras propiedad del conde de Aylesford￼￼. 
Sin embargo, fue en 1843 cuando la iglesia comenzó a tomar su aspecto y forma actuales.  Para entonces, la iglesia ya no estaba situada junto a los descampados situados al norte de una aldea, sino que estaba en el centro de una bulliciosa ciudad balneario￼￼.  Dos de los fundadores de la ciudad de Leamington, Benjamin Satchwell y William Abbotts están enterrados en el cementerio de la iglesia. La reconstrucción principal tuvo lugar entre 1843 y 1869, de acuerdo  con los diseños del arquitecto J. G. Jackson de Leamington. 
En 1867 el transepto sur fue agregado por el arquitecto T. C. Barry. 
Las últimas obras importantes que tuvieron lugar en la iglesia fueron realizados entre 1898 y 1902 por el arquitecto Sir Arthur Blomfield , cuando se agregaron dos pórticos en el lado occidental de la nave y un campanario situado en la fachada suroeste. La capacidad de asientos se incrementó a alrededor de 2000.  Desde septiembre de 2007 hasta febrero de 2008, se rediseñaron los recintos de la iglesia y se instaló una nueva escultura , titulada 'Manantial', en el lugar en el que brotaba la fuente original del balneario de Leamington.

## La iglesia hoy
La iglesia permanece en uso activo como lugar de culto, con el domingo y otros servicios principales acompañados por el coro.  A pesar de la fragmentación de su parroquia durante el siglo XIX, el templo todavía se conoce y se utiliza como Iglesia Parroquial de Leamington.  La iglesia alberga y promueve recitales y conciertos de órgano , así como el festival anual de Artes de Todos los Santos.  También es el centro de un grupo denominado LGBTXians . 

## Órgano
La iglesia tiene un órgano de tubos de William Hill & Sons que data de 1879. Ha sido posteriormente  reconstruido por Hill, Norman y Beard en 1926, y por Longstaff & Jones en 1981. Está inscrito en el Registro Nacional de Órganos de Tubos.